# The Scoop
The Scoop (Um Furo Jornalístico, no Brasil ou A "caixa" em Portugal) é um seriado policial escrito para o rádio em 1930. A primeira publicação em forma de livro deu-se em 1983.
Diversos escritores do Detection Club participaram de sua elaboração, tendo cada um escrito dois capítulos:
- Cap. 1 (Pelo Telefone) - Dorothy L. Sayers
- Cap. 2 (O Inquérito) - Agatha Christie
- Cap. 3 (O Álibi de Fisher) - E. C. Bentley
- Cap. 4 (A Arma do Crime) - Agatha Christie
- Cap. 5 (Traçando Tracey) - Anthony Berkeley
- Cap. 6 (As Investigações da Scotland Yard) - Freeman Wills Crofts
- Cap. 7 (Beryl em Broad Street) - Clemence Dane
- Cap. 8 (A Triste Verdade a Respeito de Potts) - E. C. Bentley
- Cap. 9 (Bond Street ou Broad Street?) - Anthony Berkeley
- Cap 10 (Beryl Sofre as Consequências) - Clemence Dane
- Cap. 11 (As Descobertas do Inspetor Smart) - Freeman Wills Crofts
- Cap. 12 (O Furo Jornalístico Final) - Dorothy L. Sayers